# 대한민국 제18대 대통령 선거 세종특별자치시
이 문서는 대한민국 제19대 대통령 선거의 세종특별자치시 지역 개표 결과이다.

## 개표 결과
|  | 51.91% |

|  | 47.58% |

|  | 0.23% |

|  | 0.15% |

|  | 0.05% |

|  | 0.04% |

새누리당 박근혜 후보가 51.91%의 득표율을 기록하면서 세종특별자치시에서 승리했다. 
민주통합당 문재인 후보는 박근혜 후보와 4%p의 격차로 뒤진 47.58%의 득표율로 2위에 자리했다.

## 같이 보기
- 대한민국 제18대 대통령 선거